# Thomas B. Kyle

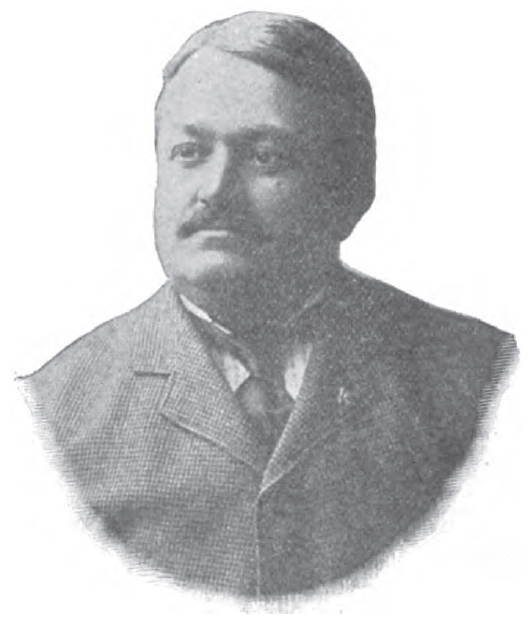
Thomas B. Kyle

Thomas Barton Kyle (* 10. März 1856 in Troy, Ohio; † 13. August 1915 ebenda) war ein US-amerikanischer Politiker. Zwischen 1901 und 1905 vertrat er den Bundesstaat Ohio im US-Repräsentantenhaus.

## Werdegang
Thomas Kyle besuchte die öffentlichen Schulen seiner Heimat und studierte danach am Dartmouth College in Hanover (New Hampshire). Nach einem Jurastudium und seiner 1884 erfolgten Zulassung als Rechtsanwalt begann er in Troy in diesem Beruf zu arbeiten. Im Jahr 1890 wurde er Staatsanwalt im dortigen Miami County. In seiner Heimatstadt Troy war er Vorsitzender des Bildungsausschusses und für einige Zeit Bürgermeister. Politisch schloss er sich der Republikanischen Partei an.
Bei den Kongresswahlen des Jahres 1900 wurde Kyle im siebten Wahlbezirk von Ohio in das US-Repräsentantenhaus in Washington, D.C. gewählt, wo er am 4. März 1901 die Nachfolge von Walter L. Weaver antrat. Nach einer Wiederwahl konnte er bis zum 3. März 1905 zwei Legislaturperioden im Kongress absolvieren. 1904 wurde er von seiner Partei nicht mehr zur Wiederwahl nominiert. Nach dem Ende seiner Zeit im US-Repräsentantenhaus praktizierte Thomas Kyle wieder als Anwalt in Troy, wo er am 13. August 1915 starb.